# Four Corners (Oregon)
Four Corners és una concentració de població designada pel cens dels Estats Units a l'estat d'Oregon. Segons el cens del 2000 tenia 13.922 habitants.

## Demografia
Segons el cens del 2000, Four Corners tenia 13.922 habitants, 5.088 habitatges, i 3.475 famílies. La densitat de població era de 1.947,6 habitants per km².
Dels 5.088 habitatges en un 35,8% hi vivien nens de menys de 18 anys, en un 50% hi vivien parelles casades, en un 12,9% dones solteres, i en un 31,7% no eren unitats familiars. En el 24,5% dels habitatges hi vivien persones soles el 10,5% de les quals corresponia a persones de 65 anys o més que vivien soles. El nombre mitjà de persones vivint en cada habitatge era de 2,73 i el nombre mitjà de persones que vivien en cada família era de 3,25.
Per edats la població es repartia de la següent manera: un 30,3% tenia menys de 18 anys, un 9,3% entre 18 i 24, un 28,5% entre 25 i 44, un 20,2% de 45 a 60 i un 11,8% 65 anys o més.
L'edat mediana era de 32 anys. Per cada 100 dones de 18 o més anys hi havia 92,9 homes.
La renda mediana per habitatge era de 36.335 $ i la renda mediana per família de 39.746 $. Els homes tenien una renda mediana de 30.550 $ mentre que les dones 25.393 $. La renda per capita de la població era de 15.672 $. Aproximadament el 13,4% de les famílies i el 15,9% de la població estaven per davall del llindar de pobresa.

## Poblacions més properes
El següent diagrama mostra les poblacions més properes.